# Oberonia caulescens
Oberonia caulescens är en orkidéart som beskrevs av John Lindley. Oberonia caulescens ingår i släktet Oberonia och familjen orkidéer. Inga underarter finns listade i Catalogue of Life.